# Inna Osîpenko-Radomska
Inna Osîpenko-Radomska (n. 20 septembrie 1982, Novoraisk⁠(d), Raionul Berîslav, RSS Ucraineană, URSS) este o caiacistă ce a reprezentat Ucraina, medaliată olimpică. A participat la 5 ediții ale Jocurilor Olimpice (2000, 2004, 2008, 2012, 2016) în care a câștigat o medalie de aur, două medalii de argint și o medalie de bronz.